# Kostel svatého Josefa (Komarno)
Kostel svatého Josefa je barokní dominantou vsi Komarno z 18. století. Je památkově chráněný stejně jako sousední gotický kostel svatého Jana Křtitele. Vystavěn je na osmiúhelníkovém půdorysu. Kostel vystavěný v letech 1769–1772 byl využíván až do II. světové války k evangelickým bohoslužbám. Následně se stal filiálním římskokatolickým kostelem. V roce 1997 stavbu zasáhla ničivá povodeň, jejíž následky jsou znatelné ještě v roce 2019.

## Galerie

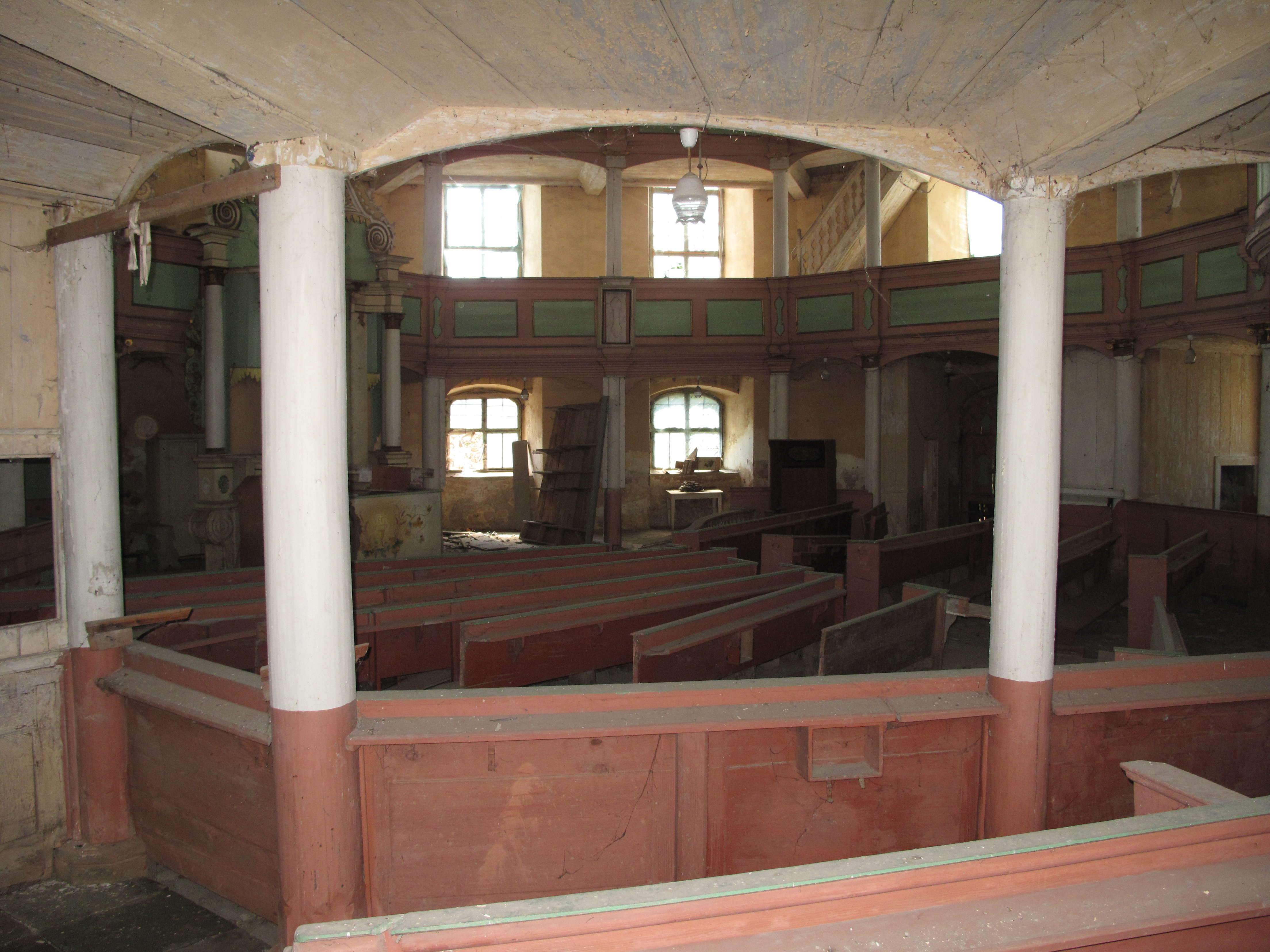
Interiér kostela svatého Josefa
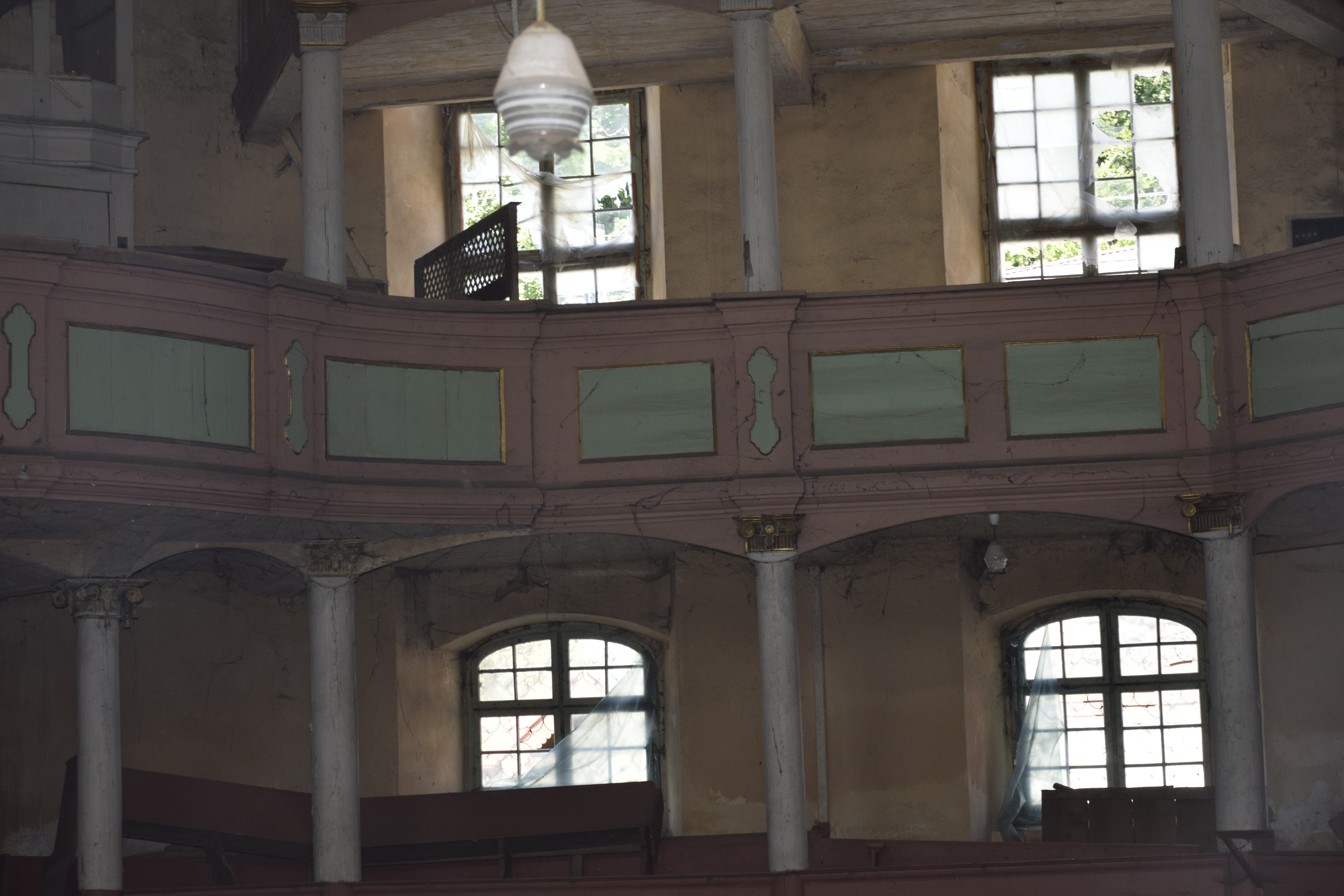
Interiér kostela svatého Josefa s galerií
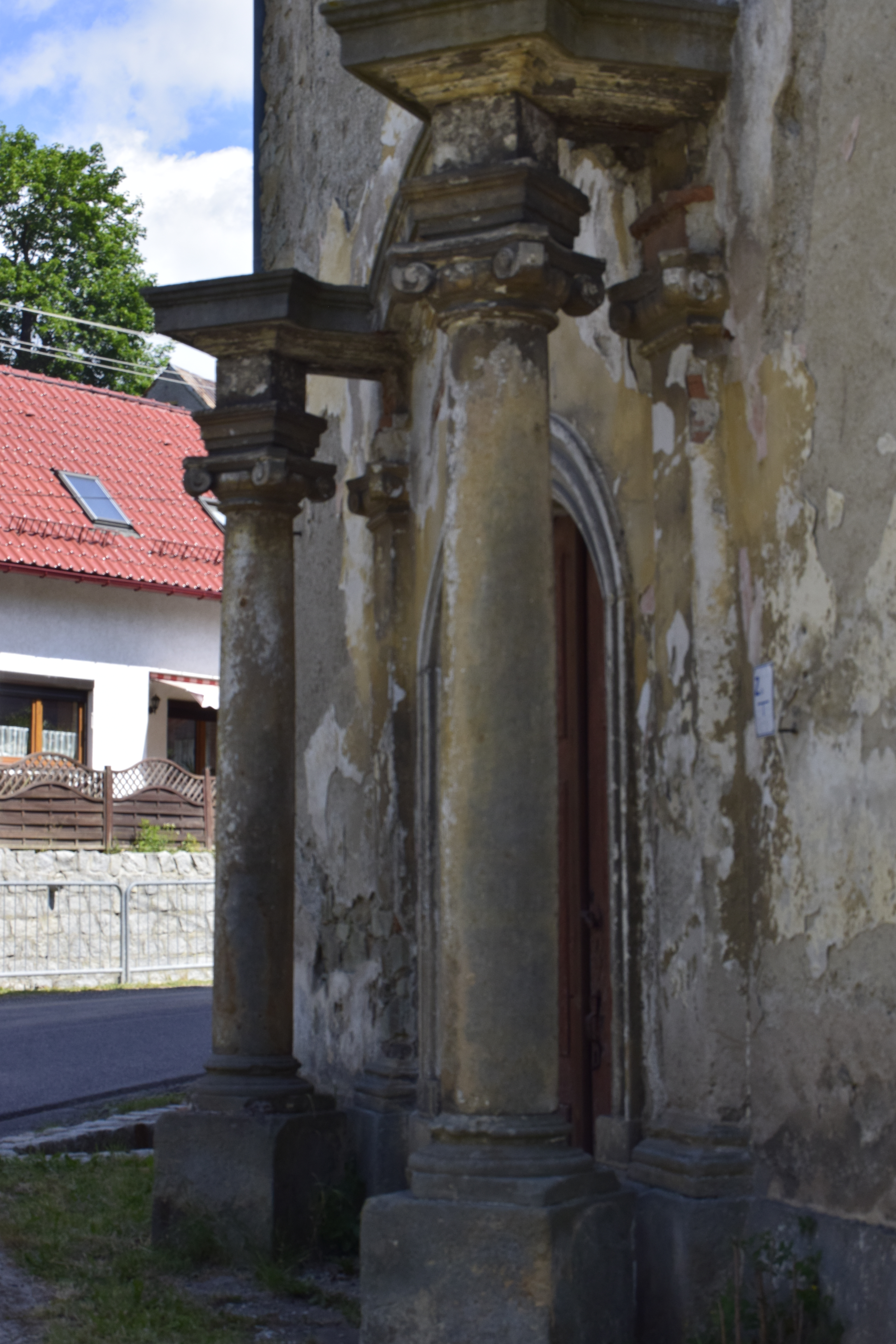
Vstupní portál kostela svatého Josefa
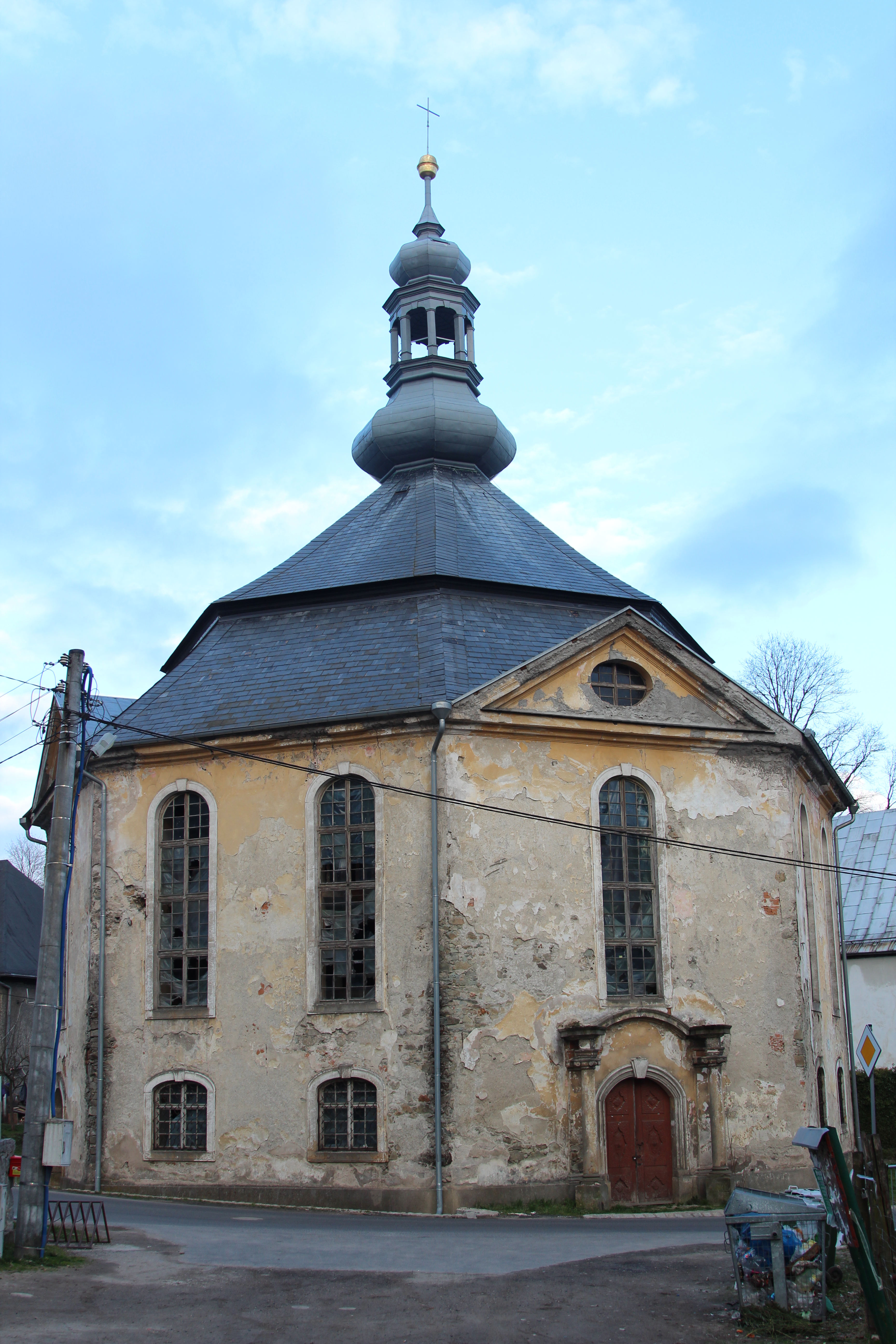
Exteriér kostela svatého Josefa
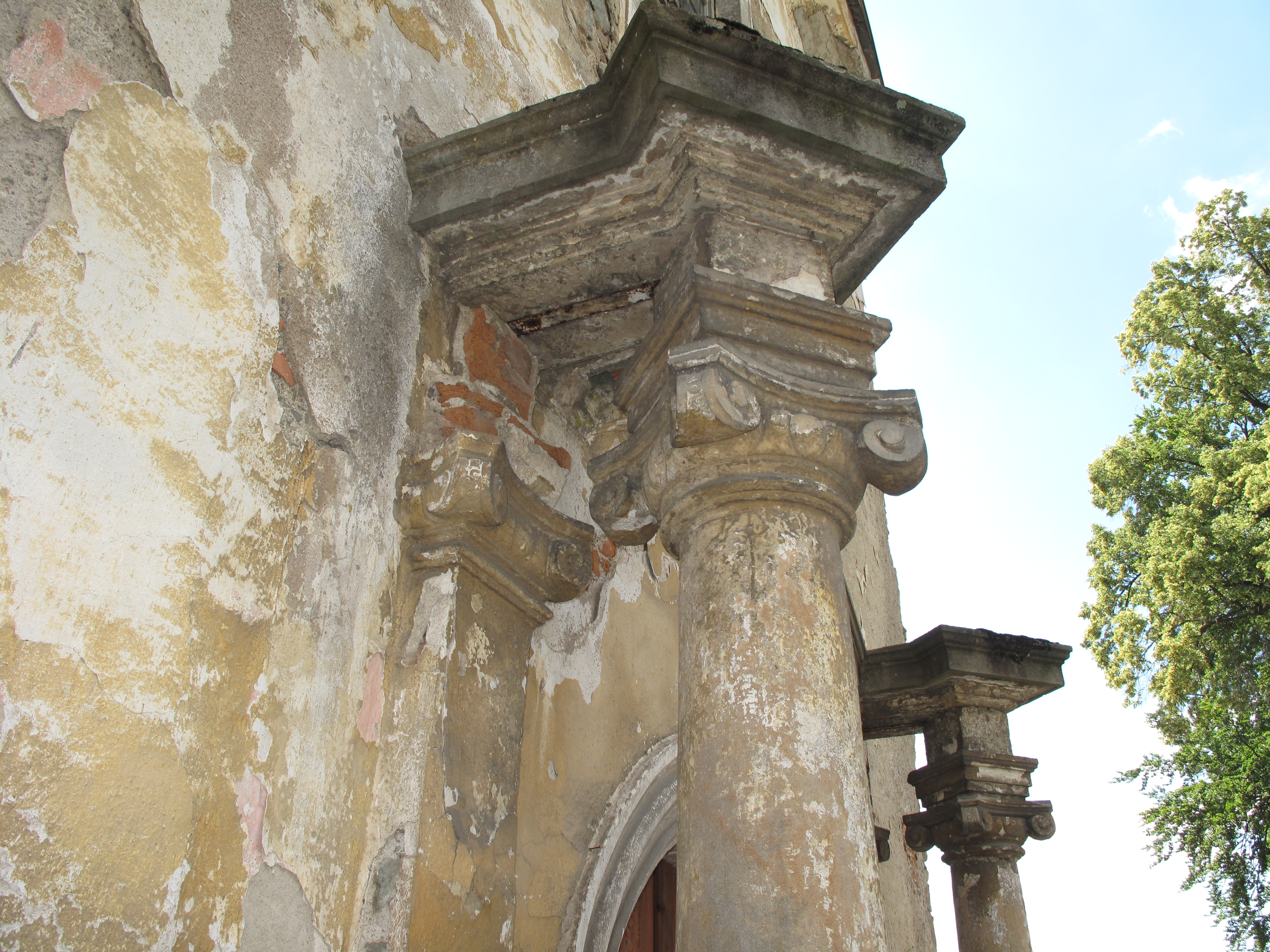
Detailní pohled na vstupní portál kostela svatého Josefa
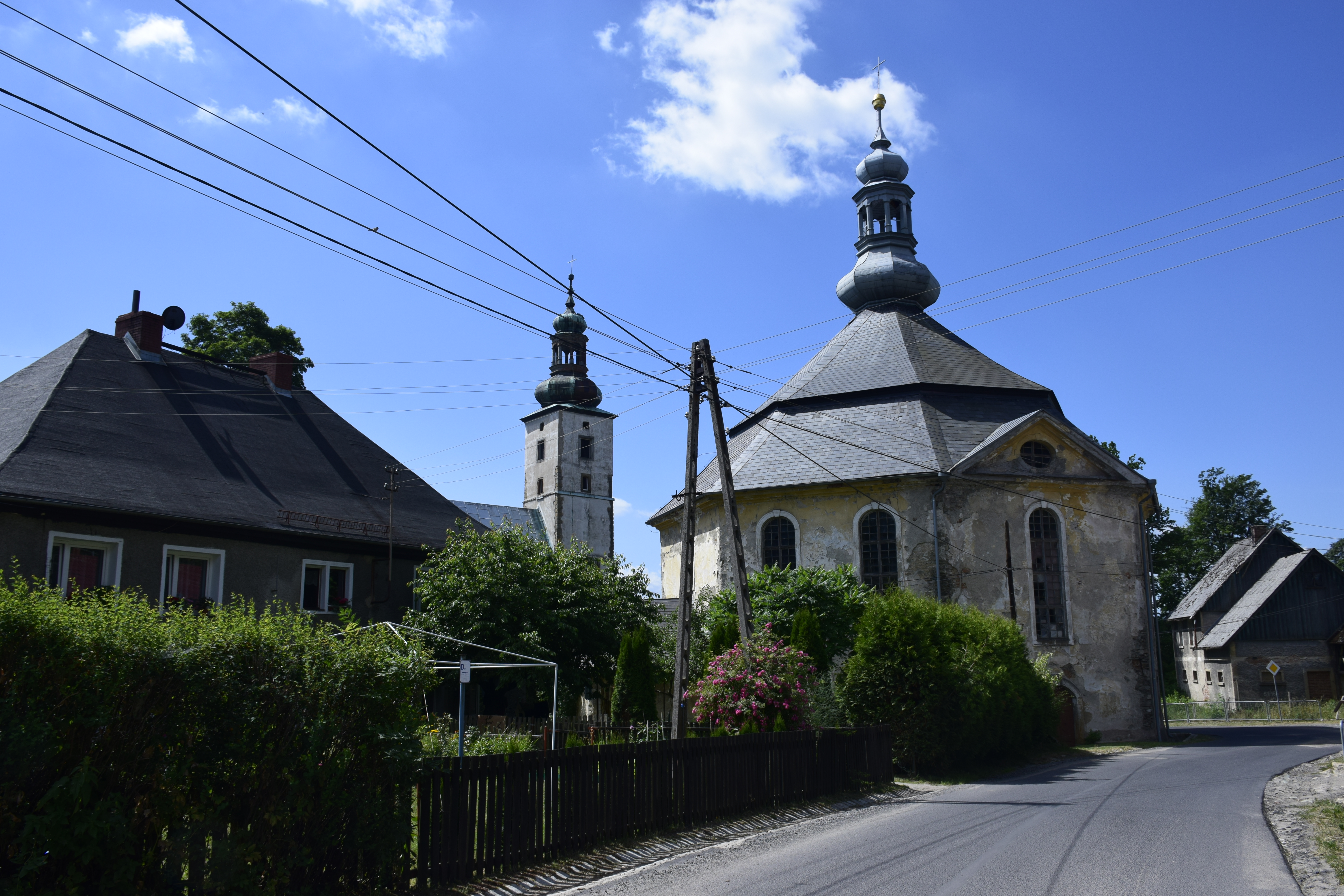
Pohled na kostel svatého Josefa
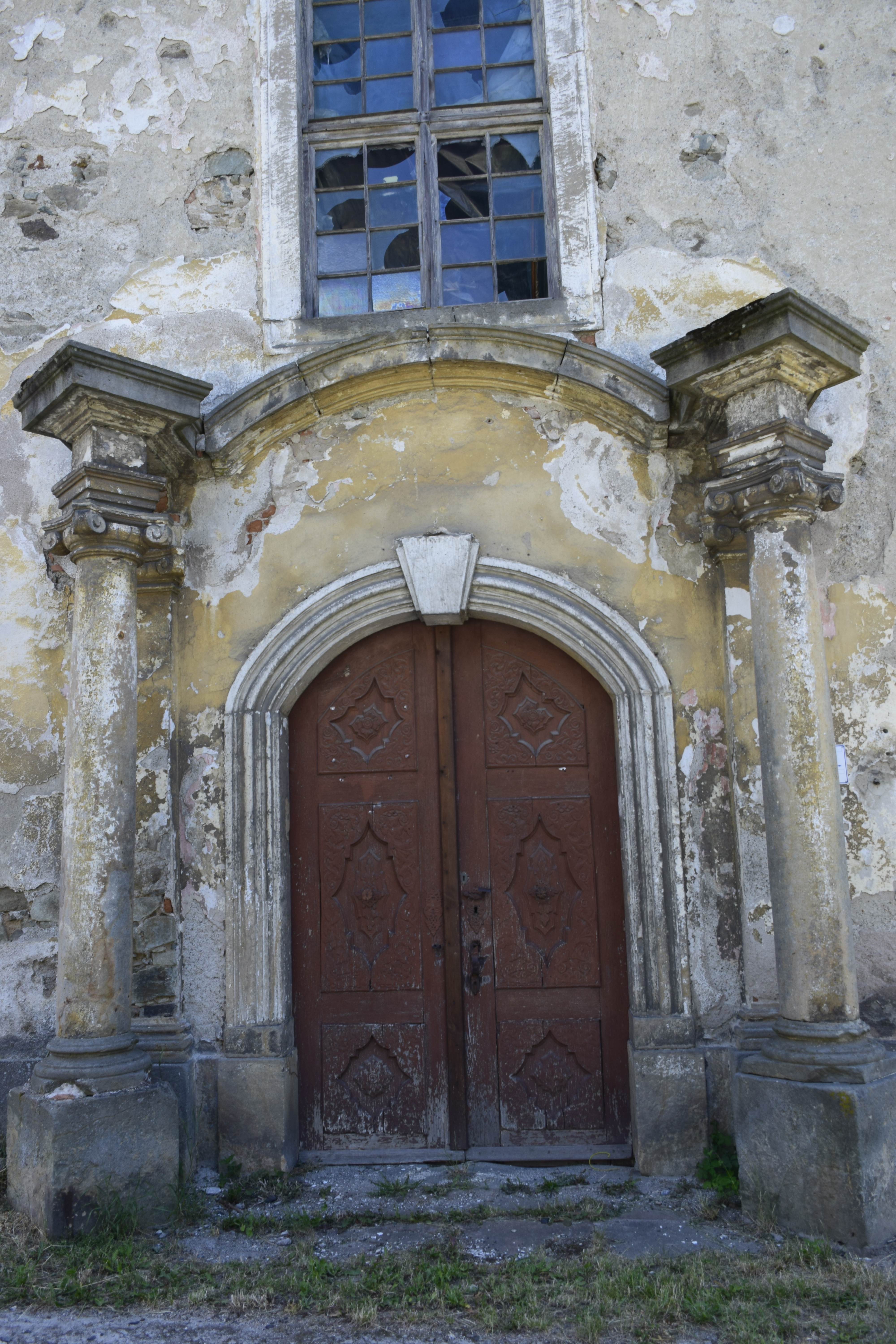
Čelní pohled na vstup do kostela svatého Josefa